# Club Voleibol Ciutadella
Il Club Voleibol Ciutadella è una società pallavolistica femminile spagnola, con sede a Ciutadella de Menorca: milita nel campionato di Superliga Femenina de Voleibol.

## Storia
Il Club Voleibol Ciutadella nasce nel 1985, dall'unione di diverse squadre locali. Parte dalle categorie minori, per debuttare in Superliga Femenina de Voleibol nella stagione 2006-07. In poche stagioni nella massima serie, il Ciutadella disputa ben due finali: nella Coppa della Regina 2008-09 e in Supercoppa spagnola 2009. Nella stagione 2010-11 conquista il suo primo campionato sconfiggendo in finale il CAV Murcia. La stagione successiva bissa la vittoria in campionato sconfiggendo in finale l'Haro, prima di dover far posto a nuove realtà nazionali, come Haris e Logroño.
Nella stagione 2019-20 raggiunge la finale di Coppa della Regina e in quella successiva conquista la Supercoppa spagnola, titolo bissato nell'edizione 2024. Nell'annata 2024-25 vince per la prima volta la Coppa della Regina.

## Rosa 2020-2021
| N° | Nome                 | Ruolo | Data di nascita  | Nazionalità sportiva |
| -- | -------------------- | ----- | ---------------- | -------------------- |
| 1  | Cristina Llorens     | S     | 6 marzo 1995     | Spagna               |
| 3  | María Assumpta Jofre | L     | 27 febbraio 1987 | Spagna               |
| 4  | María Antonia Gomila | L     | 20 dicembre 1996 | Spagna               |
| 5  | Olga Huguet          | S     | 8 febbraio 2002  | Spagna               |
| 6  | María Sanchis        | P     | 30 giugno 1992   | Spagna               |
| 9  | María Barrasa        | P     | 14 marzo 1995    | Spagna               |
| 10 | Laura Weingart       | S     | 20 novembre 2003 | Spagna               |
| 11 | Carlota García       | C     | 21 febbraio 1992 | Spagna               |
| 12 | Maira Westergaard    | S     | 26 ottobre 1990  | Argentina            |
| 14 | Sara Folgueira       | O     | 17 dicembre 1996 | Spagna               |
| 15 | Louise Sansó         | C     | 15 dicembre 2003 | Spagna               |
| 19 | Laura Monzón         | C     | 26 agosto 1988   | Spagna               |

## Palmarès
- Campionato spagnolo: 2

2010-11, 2011-12
- Coppa della Regina: 1

2024-25
- Supercoppa spagnola: 2

2020, 2024